# Kościół Podwyższenia Krzyża Świętego w Środzie Śląskiej
Kościół Podwyższenia Krzyża Świętego – rzymskokatolicki kościół parafialny należący do dekanatu Środa Śląska archidiecezji wrocławskiej.
Budowla została wzniesiona dla zakonu Franciszkanów. Świątynia była wzmiankowana w 1310 roku. W 1378 roku została rozpoczęta budowa świątyni przez muratora Szymona, i została zakończona w XV wieku. W 1595 roku kościół był restaurowany, odbudowano go w latach 1620-1675, po kasacie zakonu Franciszkanów w 1810 roku budowla została zamieniona na magazyn, powoli popadała w ruinę a w 1902 roku zostało rozebrane prezbiterium. Świątynia została odbudowana w latach 1933-1937, rozebrano wówczas jedno przęsło. Obecnie jest to budowla murowana, wzniesiona z cegły, trójnawowa halowa, posiadająca cztery przęsła oraz kaplicę od strony północnej. Jej wnętrze nakryte jest sklepieniami kolebkowymi i sklepieniami krzyżowymi.